# (21862) Joshuajones
(21862) Joshuajones (1999 TV189) – planetoida z pasa głównego asteroid okrążająca Słońce w ciągu 5,36 lat w średniej odległości 3,06 j.a. Odkryta 12 października 1999 roku.